# Остеомалация при животните

## Определение и етиология
Остеомалацията има подобна патогенеза както рахита, но се наблюдава при зрели животни. Тъй като различните кости завършват развитието си през различен стадий, рахит и остеомалация може да се наблюдават при едно и също животно. Остеомалацията се характеризира с акумулация на прекомерно количество неминерализиран остеоид в трабекуларната костна тъкан, в резултат на което костите стават по-меки. Остеомалацията е метаболитно костно заболяване, при което основен проблем е недостигът на калций и фосфор за минерализацията на новообразувания остеоид. Има много причина за възникването на остеомалация, но основната е липсата на витамин Д. Причина за възникването може да са липса на достатъчно излагане на слънчева радиация, липса на витамин Д или фосфор, не добро хранене по време на бременност, хронична бъбречна недостатъчност.

## Клинична картина
Засегнатите животни може да проявяват ненормален еструс, извратен апетит, неспецифично куцане, фрактури особено на таза, ребрата и тръбестите кости. Наблюдават се често лордоза и кифоза. Среща се дифузна болка, мускулна слабост, костни фрактури с минимални травми на меките тъкани. Болката не може да се локализира, всички кости са чупливи, особено тръбестите кости на крайниците. При конете хранителната остеодистрофия е известна като brain disease, miller’s disease или big head. Диетата на тези коне съдържа високи количества зърно и ниски количества на обемист фураж, такава диета е с високо съдържание на фосфор и ниско количество калций. Доминиращите клинични симптоми са микроскопични фрактури на костите под ставния хрущял с дегенеративни изменения на ставния хръщял и скъсване на връзките от периосталните захващания. Едностранно изменение на лицето, дължащо се на вторичен хиперпаратиреоидизъм, е често срещано при едногодишни кобили. Хранителната остеодистрофия е рядко явление при говеда и дребни преживни, но понякога може да се прояви при животните за угояване.

## Диагноза
Рентгенографското изследване показва: генерализирана скелетна деформация, загуба на lamina dura dentes, субпериостално резорбция на костна тъкан, множество прегънати фрактури на тръбестите кости, дължащи се на интензивната пролиферация на остеокласти.
За да се даде точна диагноза, трябва да се изчисли количеството на калций, фосфор и витамин Д. Лабораторните изследвания показват нормална функция на бъбреците.

## Лечение
Животните трябва да се ограничават от висока активност няколко седмици след като преминат към допълнената диета. Ефектът от терапията е бърз, в рамките на една седмица животните стават по-активни и стойката им се подобрява. Скачането и катеренето трябва да се забраняват, защото скелетът все още е податлив на фрактури. Отглеждането в затворено помещение и с ограничени движения е показано, докато скелетът се възстанови напълно. Паралелно с това, лечението трябва да се следи и рентгенологично.